# 有线电视新闻网智利频道
有线电视新闻网智利频道（英語：CNN Chile）是于2008年12月4日在智利开播的付费新闻频道。该台的运用商最初为VTR Chile和华纳媒体的合资企业。频道这部位于智利圣地亚哥。
该频道为有线电视新闻网的智利版本，在2005年总统选举时，CNN西班牙语频道有意在智利市场进行本地化。

## 历史
自 2010 年以来，该新闻频道与免费电视网智利视界合作，当时透纳广播公司以1.45亿美元的价格将其售予塞瓦斯蒂安·皮涅拉亲属。
2016年起，VTR将频道的股份完全售予特纳广播公司拉美分公司。

## 节目

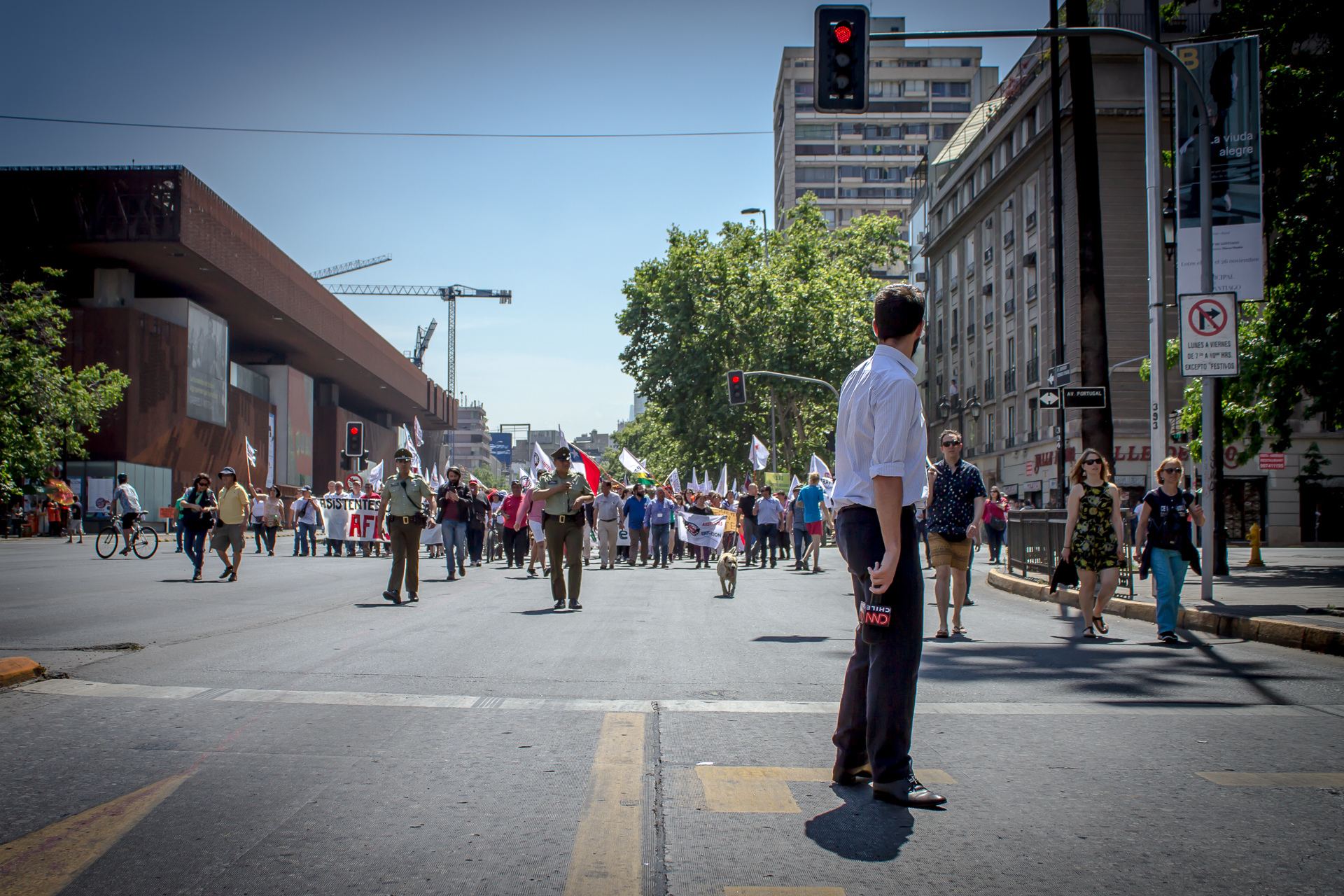
有线电视新闻网在2016年11月报道在智利圣地亚哥举行的罢工游行

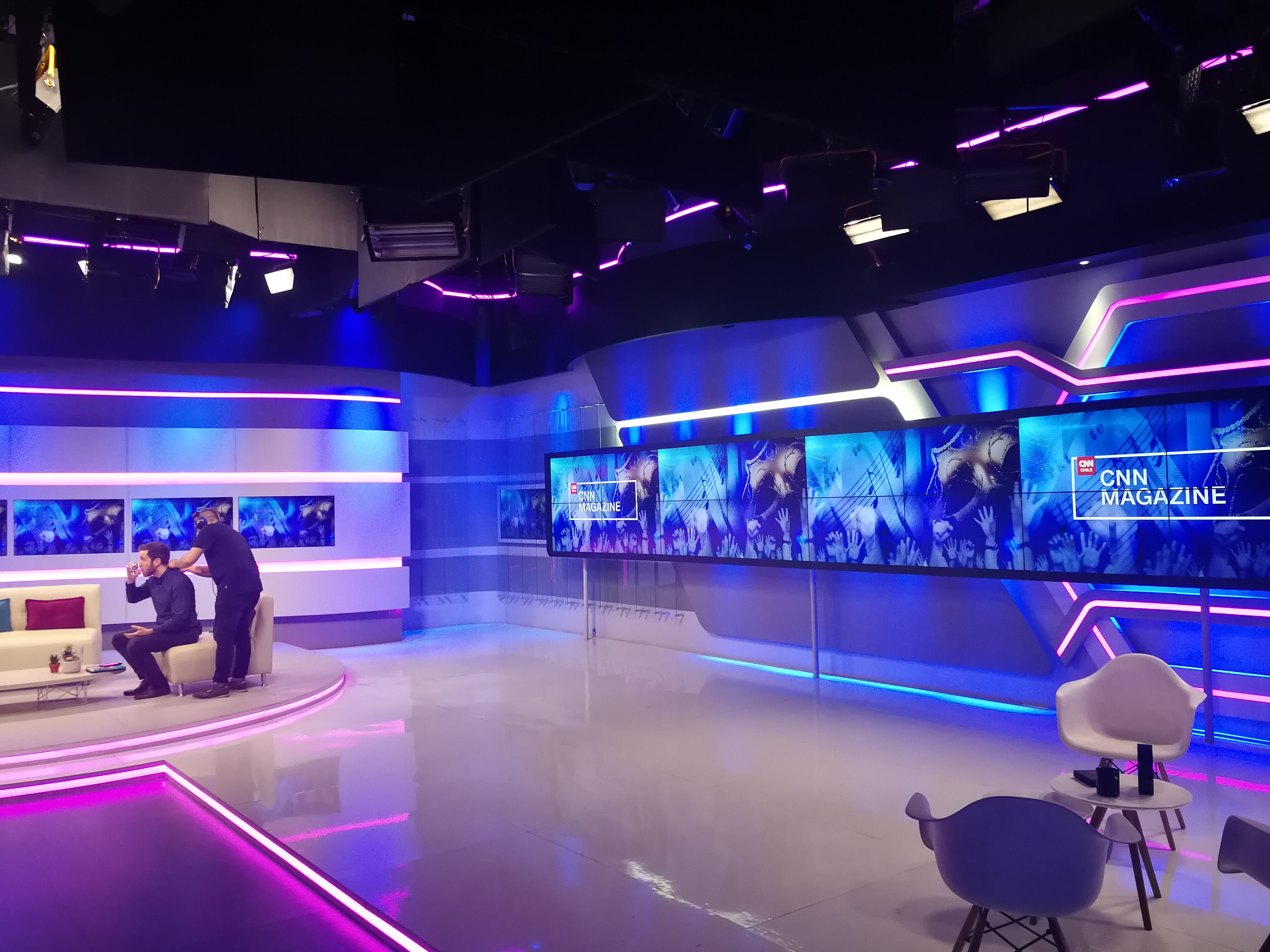
CNN智利工作室

### 现任知名主持
- 莫妮卡·林孔– 平日《CNN Prime》，周五《包容性意识》
- 丹尼尔·马塔马拉 –平日《CNN Prime》
- 塞巴斯蒂安·阿吉雷 – 平日《晨间新闻》， 周二《新声》
- 薇薇安娜·恩西娜 – 平日《新闻》
- 马蒂尔德·布尔戈斯– 平日《新闻观点》《CNN íntimo》
- 薇罗妮卡·施密特–平日《新闻速递》

## 争议

### 2019年广告撤档事件
2019年，商人约翰·斯威特和超级农业食品公司决定从撤下在CNN智利频道和智利视界投放的广告，例如超级农业的超级鸡产品，据称是因为 CNN智利台的“农业议程”节目播出了反政府抗议画面。 